# Jacob Fred Jazz Odyssey
Jacob Fred Jazz Odyssey ist eine US-amerikanische Jazzband, die 1994 in Tulsa im Bundesstaat Oklahoma gegründet wurde.
Die Band mit dem ironisch gemeinten Titel Jacob Fred Jazz Odyssey (JFJO, keiner der Bandmitglieder heißt Jacob Fred), bezieht in ihrer Musik Einflüsse aus Jazz, Rockmusik und Funk ein; die Vorbilder reichen von Miles Davis (der elektrischen Phase) und Jimi Hendrix bis zu Sun Ra, John Coltrane, Cecil Taylor, Larry Young und John Scofield. Gegründet wurde JFJO  im Februar 1994 in Tulsa von Brian Haas (Keyboards, Piano) und Reed Mathis (E-Bass), die beide eine klassische Musikerausbildung erfahren hatten und den Kern der Gruppe bildeten, bis Mathis die Gruppe 2009 verließ. 1995 erschien das Debütalbum, Live at the Lincoln Continental, gefolgt von Live in Tokyo (1996).

## Diskographische Hinweise
- Welcome Home (Accurate, 1998)
- Mama's House and Bloom (2000)
- Self Is Gone (2001)
- All Is One: Live in New York City (Knitting Factory Records, 2002)
- Walking with Giants (2003)
- Symbiosis Osmosis (2003)
- Slow Breath, Silent Mind (2005)
- The Sameness of Difference (2006)
- Lil' Tae Rides Again (2008)
- One Day in Brooklyn (Kinnara, 2009)
- Stay Gold (Kinnara, 2010)
- Race Riot Suite (Kinnara, 2011)